# Sanquitriàcies
Els sanquitriomicots (Sanchytriomycota) són una petita divisió o fílum del regne dels fongs (Fungi), amb una sola família i només dues espècies.

## Catacterístiques
Tal·lus monocèntric, epibiont, penetren la paret de l'hoste amb rizoides. Reproducció sexual desconeguda. Són principalment patògens d'algues Xanthophyceae d'aigua dolça.

## Taxonomia
El fílum Sanchytriomycota inclou una classe, un ordre, una família, dos gèneres amb una espècie cadascun:
- Classe Sanchytriomycetes
  - Ordre Sanchytriales
    - Família Sanchytriaceae
      - Amoeboradix
      - Sanchytrium